# 黄恺杰
黄恺杰（英語：Wesley Wong Hoi-kit，1987年1月7日—），香港男藝人。

## 演藝經歷
2012年，黄恺杰的个人首部电视剧《野蛮女友外传》播映。
2013年，个人首部电影《对不起，我爱你》推出，正式进军影坛。
2014年，出演首部新加坡电影《新兵正传III:蛙人传》。
2015年，参加江苏卫视明星飞行类真人秀节目《壯志凌雲》的录制，最终获得总冠军以及一架私人飞机的使用权；同年凭借电影《新兵正传III:蛙人传》，获得“大本钟奖暨全球十大杰出华人青年评选慈善公益颁奖典礼”金独角兽奖之最受推崇新人奖、十大杰出华人青年奖的双提名。
2018年，出演个人首部荷里活电影《環太平洋2：起義時刻》，正式进军美國影坛。

## 个人生活
黄恺杰的父亲是前香港影视男演员、現任律師黄锦燊，而他的母亲则是香港影视女演员赵雅芝。黄恺杰在家排行第三，有两名同母異父，但同樣姓黃的哥哥，大哥為黄光宏，二哥為黄光宜。

## 演出作品

### 電視劇
| 年份 | 劇名                 | 角色           |
| ---- | -------------------- | -------------- |
| 待播 | 野蛮女友外传         | 秦天           |
| 2019 | 大宋北斗司（網絡劇） | 星屹           |
| 2019 | 新白娘子傳奇         | 許仕林         |
| 2020 | 唐人街探案（網絡劇） | 秦俊           |
| 2020 | 北靈少年誌之大主宰   | 莫師（客串）   |
| 2020 | 穿越火線（網絡劇）   | 史蒂夫（客串） |
| 2020 | 熟女強人             | 楊思朗         |
| 2021 | 上陽賦               | 顾悯文         |
| 2021 | 問天錄（2017年拍攝） | 牛懷祖         |
| 2022 | 狮子山下的故事       | 鄭良基         |

### 電影
| 年份   | 戲名                | 角色           | 備註     |
| ------ | ------------------- | -------------- | -------- |
| 2013   | 北京之夏            | 世翀           | 微电影   |
| 2014   | 对不起，我爱你      | 崔允           |          |
| 2015   | 新兵正传III：蛙人传 | 黑龙           |          |
| 2015   | 索命暹罗之按摩师    | 阿谦(泰国警察) |          |
| 2016   | 不朽的时光          | 鲁晓然         |          |
| 2017   | 以愛為名            | 凌志南         |          |
| 2018   | 環太平洋2：起義時刻 | 歐陽金海       |          |
| 2021   | 二人小町            |                | 日本上映 |
| 2023   | 龍馬精神            | 特技人黄杰     |          |
| 2023   | 舞魅                |                |          |
| 2024   | 焚城                | 大B            |          |
| 2025   | 烛阴古城            | 宋谦           | 網絡電影 |
| 待上映 | 第五嫌疑人          |                |          |
| 待上映 | 加州游戏            |                |          |

### 综艺节目
| 年份 | 頻道     | 節目名稱   |
| ---- | -------- | ---------- |
| 2015 | 辽宁卫视 | 壯志凌雲   |
| 2016 | 湖北卫视 | 阳光艺体能 |
| 2016 | 湖南衛視 | 我是大美人 |
| 2018 | Astro    | 叫我男神   |
| 2018 | J2       | 今期流行   |

## 外部連結
- 網路電影資料庫（IMDb）資訊 （页面存档备份，存于）
- 黄恺杰的新浪微博
- 黄恺杰的Facebook專頁
- 黄恺杰的Instagram帳戶